# A Nazionale 1982-1983
La A Nazionale 1982-1983 è stata la 43ª edizione del massimo campionato greco di pallacanestro maschile. La vittoria finale è stata ad appannaggio dell'Aris Salonicco.

## Risultati

### Stagione regolare
|     | Squadra              | G  | V  | P  | PF | PS | Pt. | Qualificazione            |
| --- | -------------------- | -- | -- | -- | -- | -- | --- | ------------------------- |
| 1.  | Aris Salonicco       | 26 | 22 | 4  |    |    | 48  |                           |
| 2.  | Panathīnaïkos        | 26 | 21 | 5  |    |    | 47  |                           |
| 3.  | PAOK Salonicco       | 26 | 21 | 5  |    |    | 47  |                           |
| 4.  | AEK Atene            | 26 | 20 | 6  |    |    | 47  |                           |
| 5.  | Olympiakos           | 26 | 17 | 9  |    |    | 43  |                           |
| 6.  | Īraklīs Salonicco    | 26 | 15 | 11 |    |    | 41  |                           |
| 7.  | Paniōnios            | 26 | 14 | 12 |    |    | 40  |                           |
| 8.  | Iōnikos Nikaias      | 26 | 13 | 13 |    |    | 39  |                           |
| 9.  | Apollon Patrasso     | 26 | 11 | 15 |    |    | 37  |                           |
| 10. | Dimókritos Salonicco | 26 | 8  | 18 |    |    | 34  |                           |
| 11. | Panellīnios          | 26 | 6  | 20 |    |    | 32  |                           |
| 12. | G.S. Larissa         | 26 | 6  | 20 |    |    | 32  |                           |
| 13. | Esperos Kallithea    | 26 | 5  | 21 |    |    | 31  | retrocesse in B Nazionale |
| 14. | Pierikos             | 26 | 3  | 23 |    |    | 29  | retrocesse in B Nazionale |

| A Nazionale 1982-1983    |
| ------------------------ |
| Aris Salonicco 3º titolo |

## Formazione vincitrice
| N° | Naz.              | Ruolo | Sportivo              |  | Alt. |  |
| -- | ----------------- | ----- | --------------------- |  | ---- |  |
|    | Grecia (bandiera) |       | Nikos Tsahtanis       |  |      |  |
|    | Grecia (bandiera) |       | John Karagiorgis      |  |      |  |
|    | Grecia (bandiera) | G     | Nikos Galīs           |  | 183  |  |
|    | Grecia (bandiera) |       | Grigoris Christofakis |  |      |  |
|    | Grecia (bandiera) |       | Nikos Georgiadis      |  |      |  |
|    | Grecia (bandiera) | AP    | Michalīs Rōmanidīs    |  | 199  |  |
|    | Grecia (bandiera) |       | Vasilīs Paramanidīs   |  |      |  |
|    | Grecia (bandiera) | AG    | Nikos Filippou        |  | 202  |  |
|    | Grecia (bandiera) | AP    | Charīs Papageōrgiou   |  | 198  |  |
|    | Grecia (bandiera) |       | Kostas Stilianou      |  |      |  |
|    | Grecia (bandiera) |       | Giorgos Doxakis       |  |      |  |
|    | Grecia (bandiera) |       | Petros Stamatis       |  |      |  |
|    | Grecia (bandiera) |       | Diamantis Skondras    |  |      |  |
|    | Grecia (bandiera) |       | Tasos Tsitakis        |  |      |  |
|    | Grecia (bandiera) |       | Minas Toukmenidis     |  |      |  |
|    | Grecia (bandiera) | All.  | Giannīs Iōannidīs     |  |      |  |